# Problème de Héron
En géométrie, le problème de Héron est un problème d'optimisation qui consiste à trouver le plus court chemin entre deux points après un contact avec une droite. Il est nommé d'après Héron d'Alexandrie.

## Énoncé du problème

Illustration du problème de Héron, avec sa solution

Le problème de Héron est un problème connu : avec une droite (d) et deux points A et B ne se trouvant pas sur (d), placer un point M sur (d) tel que AM + MB soit minimale.
Ce problème peut se résoudre avec les outils de l'optimisation, cependant un raisonnement purement géométrique donne un résultat plus simple et plus lisible : pour trouver le point solution M, il suffit de construire le symétrique A' de A par rapport à (d), puis de marquer M comme l'intersection de A'B et (d). En effet, par le principe de Fermat, le chemin le plus court dans le plan euclidien étant la ligne droite, on trace ainsi la ligne brisée la plus courte.

## Extensions

### Problème dans le triangle

Construction du point de Fermat.

Pour trois points, le problème revient au problème de Fermat : pour un triangle ABC, trouver le point M tel que AM+BM+CM soit minimale.
Il apparait que le point solution existe si aucun angle du triangle ABC n'excède 120° et c'est alors le point de Fermat-Steiner-Torricelli du triangle ; si un des angles est supérieur à 120°, le point recherché est le sommet de cet angle.

### Problème avecnpoints
Au début du XXe siècle, l'économiste allemand Alfred Weber s'intéresse au cas général de la minimalisation pour un problème à n points.

### Extension dans l'espace: le problème de Gergonne

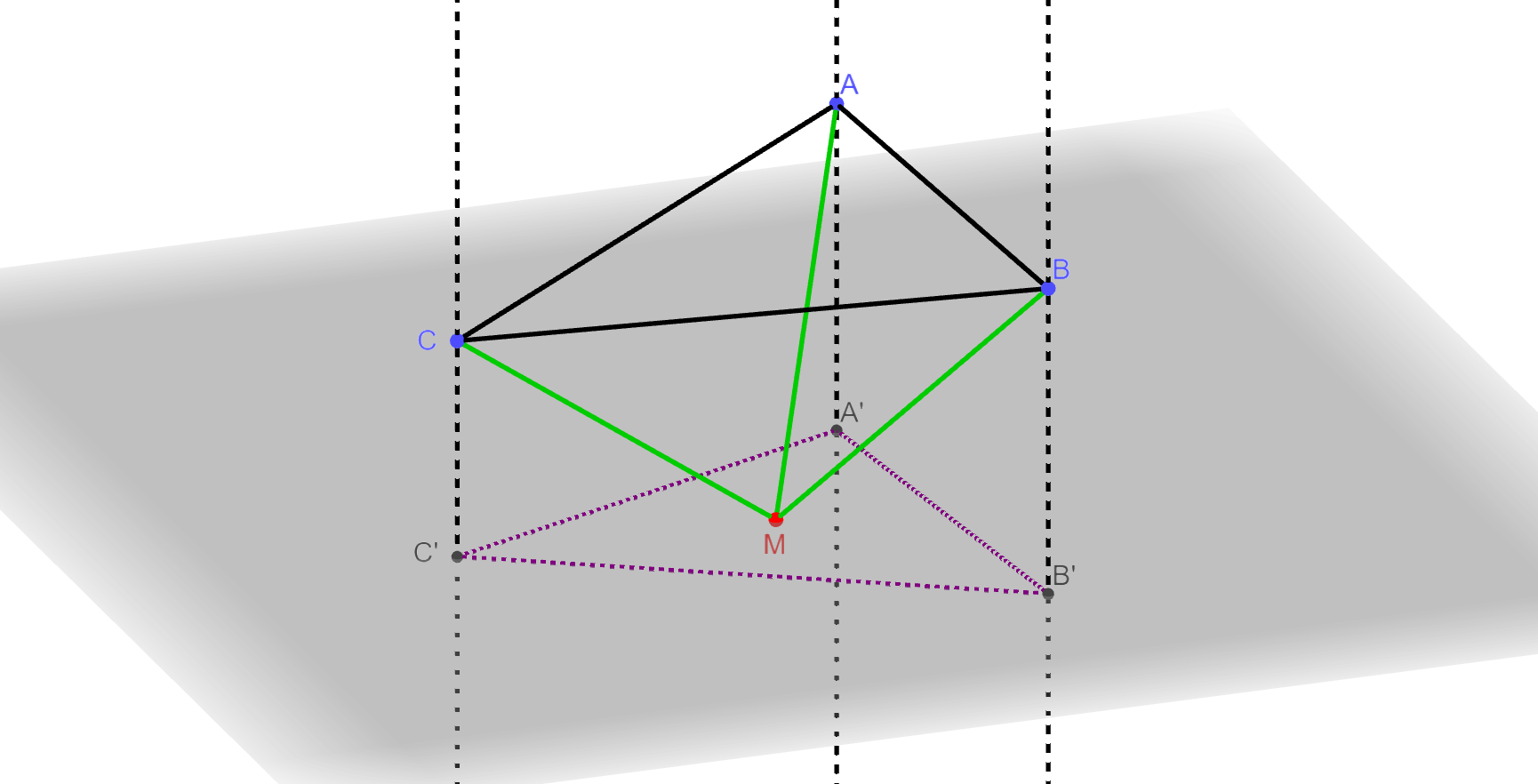
Illustration du problème de Gergonne : trouver le point du plan tel que la somme des distances aux sommets d'un triangle non coplanaire soit minimale

Le problème de Gergonne s'énoncé ainsi : pour un plan (P) et trois points A, B, C non alignés et non situés sur (P), trouver le point M sur (P) tel que AM+BM+CM soit minimale.

### Généralisation
D'autres études ont été menées sur des cas où les distances ne sont pas calculées entre points mais entre espaces convexes.